# Sklené, Svitavy
Sklené là một làng thuộc huyện Svitavy, vùng Pardubický, Cộng hòa Séc.